# Somagede (Sempor)
Somagede is een bestuurslaag in het regentschap Kebumen van de provincie Midden-Java, Indonesië. Somagede telt 3317 inwoners (volkstelling 2010).